# SŽD-Baureihe ТУ5
Die Lokomotiven der Baureihe ТУ5 (deutsche Transkription TU5) der Sowjetischen Eisenbahnen (SŽD) sind schmalspurige Diesellokomotiven. Sie entstanden auf der Basis der vorher beschaffenen Diesellokomotive ТУ4.

## Historie
Die Lokomotive erschien 1967 als eine Ergänzung der SŽD-Baureihe ТУ4, mit der zusammen sie noch einige Jahre gebaut wurde. Äußerlich unterscheidet sie sich nur gering von dieser Baureihe, von der Maschinenseite her ist sie durch den neuen Motor 1Д12-400 (1D12-400) mit 400 PS Leistung, der eine Abart von dem Dieselmotor W-2 ist, gekennzeichnet. Der Einsatz dieses Motors brachte eine Erhöhung der Achslast auf 6 t mit sich, worauf sich das Einsatzgebiet der Lokomotiven auf Bahnen mit stärkerem Oberbau beschränkte. Die Lokomotive ist mit dem Strömungsgetriebe УГП-350-350 (UGP-350-350) aus dem Murom-Werk ausgerüstet, welches ebenso bei der SŽD-Baureihe ТГМ1 verwendet wurde.
Insgesamt wurden von 1967 bis 1973 94 Maschinen von der Maschinenfabrik Kambarka ausgeliefert. Die Lokomotiven waren vorrangig auf den Schmalspurbahnen im Bereich Belorezk und Balachna eingesetzt. Über den Verbleib der Lokomotiven gibt es in dem Internet keine Angaben.

## Modifikationen
Ungefähr 30 Diesellokomotiven mit der Bezeichnung ТУ5Э (TU5E) wurden mit einer Spurweite von 1000 mm für die Arbeit in tropischen Gebieten in Vietnam ausgeliefert. Auch gab es ungefähr 20 Maschinen für die Schmalspurbahnen bei Waldbahnen und Torfbahnen.